# Studio legale per una rapina
Studio legale per una rapina è un film poliziesco del 1973, diretto da Tanio Boccia.

## Trama
Milano. Maurice Poitier, un avvocato radiato dall'albo, viene sbattuto in prigione. In carcere viene a sapere di un progetto di rapina milionaria da un carcerato morente: una volta uscito, inizierà a mettere assieme un gruppo di banditi per tentare il colpo. Ma non tutto andrà come sperato.